# Мануел Кастелс
Мануел Кастелс (на испански: Manuel Castells Oliván, произнесено [kaˈsteʎs]) е социолог и преподавател в университета Бъркли, Калифорния, както и директор на междудисциплинарния Интернет институт към Свободния университет в Каталония.

## Биография
По времето на диктатурата на Франко в Испания намира убежище в Париж, където негов учител е Ален Турен. На 24 години става най-младия преподавател в Сорбоната. Преподава на Даниел Кон-Бендит и други студенти, които участват в майските вълнения през 1968 година. След събитията от май'68 е принуден за пореден път да емигрира, този път отвъд океана, в САЩ, където започва да се интересува от информационни технологии. Днес Кастелс е един от авторитетите в областта на философските проблеми на информационното общество.
През 2001 г. му е присъдена титлата доктор хонорис кауза от Университета в Кастилия–Ла Манча, а през 2006 г. - от Федералния политехнически институт в Лозана.